# Arsen Bošković
Arsen "Aco" Bošković je hrvatski košarkaši trener. Bošković je član i upravnog odbora Udruge hrvatskih košarkaških trenera. Najveći uspjeh u karijeri mu se dogodio 2000. kada je vodi KK Kvarner u Goodyear ligi, tada je klub bio predvođen Štimcem, Baždarićim i Štembergerom. U sezoni 2008./09. prvo je neuspješno trenirao A2 ligaša Kostrenu, a potom uspješno Crikvenicu. U ožujku 2009. po treći puta u karijeri zasjeo je na klupu Kvarnera, kako bi klubu pomogao osigurati ostanak u A-1 ligi.

## Vanjske poveznice
- Profil na NLB.com

```
Arsen Bošković nije ni član Udruge hrvatskih košarkaških trenera, ni član Upravnog odbora.
```